# 금광옥
금광옥(琴光玉, 1956년 12월 19일 ~ )은 전 KBO 리그 원년멤버이자 삼미 슈퍼스타즈의 창단멤버, 포수 겸 1루수이며 은퇴 이후 동산고등학교에서 2017년까지 감독을 하였다.

## 야구 활동

### 프로입단 이전
프로입단 이전에는 동산고등학교의 포수로 활동하였으며  이후 1974년 대학야구인 경희대학교에서 금광옥을 스카웃하여 대학야구에서의 활동을 시작한다.

### 프로입단 이후
금광옥은 KBO 리그 원년인 1982년 2월 5일에 삼미 슈퍼스타즈의 창단 멤버로 입단하면서 당시 삼미 슈퍼스타즈 사령탑이였던 박현식 감독에게 양승관과 함께 금광옥은 기대를 모으는 중심타자였다.
하지만, 1983년 김진우의 입단과 함께 1루수로 밀려났는데 1984년까지 194경기 647타석 65득점 229안타 17홈런을 기록하으며, 1984년 6월부터 모기업인 삼미그룹의 주력회사인 삼미 해운의 적자 누적등 경영난으로 인해 삼미 슈퍼스타즈는 청보그룹에 인수됨과 동시에 팀도 청보 핀토스로 바뀌게 되면서 청보 핀토스로 넘어오게 된다.
이후 청보 핀토스에서 활동하며 1985년 시즌 전기리그 홈런 8개로 삼성라이온즈 이만수와 롯데자이언츠 홍문종과 함께 공동 2위로 올라서기도하였으나 프로입단 당시 기대를 모으던 양승관과 금광옥은 1986년부터 점차 서서히 옛영광을 잃어가기 시작했다.시즌 중 청보 핀토스가 태평양화학에 매각되어 1988년부터 태평양 돌핀스로 리그에 참여로 금광옥도 태평양 돌핀스의 팀원으로 활동하다 그 해 선수생활에서 은퇴하게 된다.

### 선수생활 은퇴 이후
선수생활에서 은퇴한 금광옥은 1991년 태평양 돌핀스에 코치로 부임되어, 그의 코치 활동이 시작된다. 이후 금광옥은 태평양 돌핀스를 인수한 현대 유니콘스에서 1군 배터리 코치로 재직을 시작하였으며, 팀내에서 2000년 한국시리즈와 함께 2003년 한국시리즈, 2004년 한국시리즈에서 현대 유니콘스를 우승으로 이끌었으며 2007년 현대 유니콘스 해체 이후 SK 와이번스에서 전력 분석원, 원정기록원으로 활동했었다. 현 동산고등학교 야구부 감독이다.

## 출신 학교
- 인천창영초등학교
- 동산중학교
- 동산고등학교

## 통산 기록
| 년도  | 팀     | 타율  | 경기 | 타수 | 득점 | 안타 | 2루타 | 3루타 | 홈런 | 루타수 | 타점 | 도루 | 도실 | 볼넷 | 사구 | 삼진 | 병살 | 실책 |
| ----- | ------ | ----- | ---- | ---- | ---- | ---- | ----- | ----- | ---- | ------ | ---- | ---- | ---- | ---- | ---- | ---- | ---- | ---- |
| 1982  | 삼미   | 0.270 | 77   | 263  | 38   | 71   | 12    | 3     | 9    | 116    | 37   | 2    | 4    | 39   | 1    | 30   | 3    | 11   |
| 1983  | 삼미   | 0.222 | 59   | 194  | 11   | 43   | 1     | 1     | 2    | 52     | 13   | 0    | 1    | 17   | 1    | 34   | 5    | 0    |
| 1984  | 삼미   | 0.179 | 58   | 190  | 16   | 34   | 9     | 0     | 6    | 61     | 18   | 0    | 0    | 7    | 1    | 37   | 4    | 1    |
| 1985  | 청보   | 0.291 | 73   | 247  | 29   | 72   | 14    | 0     | 9    | 113    | 36   | 1    | 1    | 20   | 1    | 35   | 4    | 1    |
| 1986  | 청보   | 0.157 | 71   | 121  | 10   | 19   | 4     | 0     | 2    | 29     | 10   | 1    | 0    | 13   | 4    | 19   | 4    | 1    |
| 1987  | 청보   | 0.204 | 39   | 54   | 5    | 11   | 3     | 0     | 0    | 14     | 3    | 2    | 0    | 2    | 0    | 10   | 1    | 0    |
| 1988  | 태평양 | 0.242 | 36   | 95   | 4    | 23   | 4     | 0     | 1    | 30     | 8    | 0    | 2    | 7    | 0    | 4    | 1    | 4    |
| 7시즌 | 통산   | 0.235 | 413  | 1164 | 113  | 273  | 47    | 4     | 29   | 415    | 125  | 6    | 8    | 105  | 8    | 169  | 22   | 18   |

## 금광옥을 연기한 배우
- 이혁재 - 2004년(슈퍼스타 감사용)